# Tsubasa Suzuki
Tsubasa Suzuki (født 26. april 1994) er en tidligere japansk fodboldspiller.
Han har spillet for flere forskellige klubber i sin karriere, herunder Montedio Yamagata.